# Benno Moiseiwitsch
Benno Moiseiwitsch, Moisieiwicz, Moyseivich (ur. 10 lutego?/22 lutego 1890 w Odessie, zm. 9 kwietnia 1963 w Londynie) – brytyjski pianista pochodzenia rosyjskiego.

## Życiorys
Uczył się w konserwatorium w Odessie u Dmitrija Klimowa. W wieku 9 lat wygrał konkurs pianistyczny im. Antona Rubinsteina. W latach 1904–1908 studiował u Teodora Leszetyckiego w Wiedniu. W 1908 roku osiadł w Wielkiej Brytanii, gdzie debiutował recitalem w Reading. Koncertował w Europie, Stanach Zjednoczonych, Ameryce Południowej, Indiach, Australii i na Dalekim Wschodzie. W 1937 roku otrzymał brytyjskie obywatelstwo. W 1946 odznaczony Komandorią Orderu Imperium Brytyjskiego (CBE).
Zasłynął jako wykonawca utworów Siergieja Rachmaninowa, z którym prywatnie przyjaźnił się i który cenił go jako interpretatora swoich dzieł. Wykonywał głównie kompozycje fortepianowe twórców okresu romantyzmu, ale nie stronił też od repertuaru współczesnego (Siergiej Prokofjew, Francis Poulenc).